# Sune Bergström
Karl Sune Detlof Bergström (født 10. januar 1916, død 15. august 2004) var en svensk biokemiker, i 1982 modtog han Nobelprisen i fysiologi eller medicin.